# Geologie der Siwaliks

Prinzipieller Verlauf der Siwalik-Berge

Die Geologie der Siwaliks bildet eine Vorgebirgskette des Niedrigen Himalayas. Sie wird auch Subhimalaya oder Äußerer Himalaya genannt und erhebt sich abrupt aus der Indus-Ganges-Brahmaputra-Ebene mit einer Höhe zwischen ca. 30 und 2000 Metern (m).
Die Siwaliks bestehen aus einer bis zu ca. 6000 m mächtigen Sequenz unterschiedlicher klastischer Sedimente, die als Süßwassermolasse zwischen dem mittleren Miozän und dem späten Pleistozän abgelagert wurde. Sie resultierten aus Erosionsvorgängen und Verwitterung der Gesteine während der tektonischen Entwicklung der jeweils angrenzenden Gebirge und wurde in Vorlandbecken, einem Vorläufer der Indus-Ganges-Brahmaputra-Ebene, transportiert. Die Transportprozesse wurden von verschiedenartigen Flusssystemen dominiert. Die Sedimentationen erfolgten in Form einer Reihe von fluvialen Megafächern.
Die Sedimente sind reich an unterschiedlichen Makro- und Mikrofossilien.

## Lage und Erstreckung

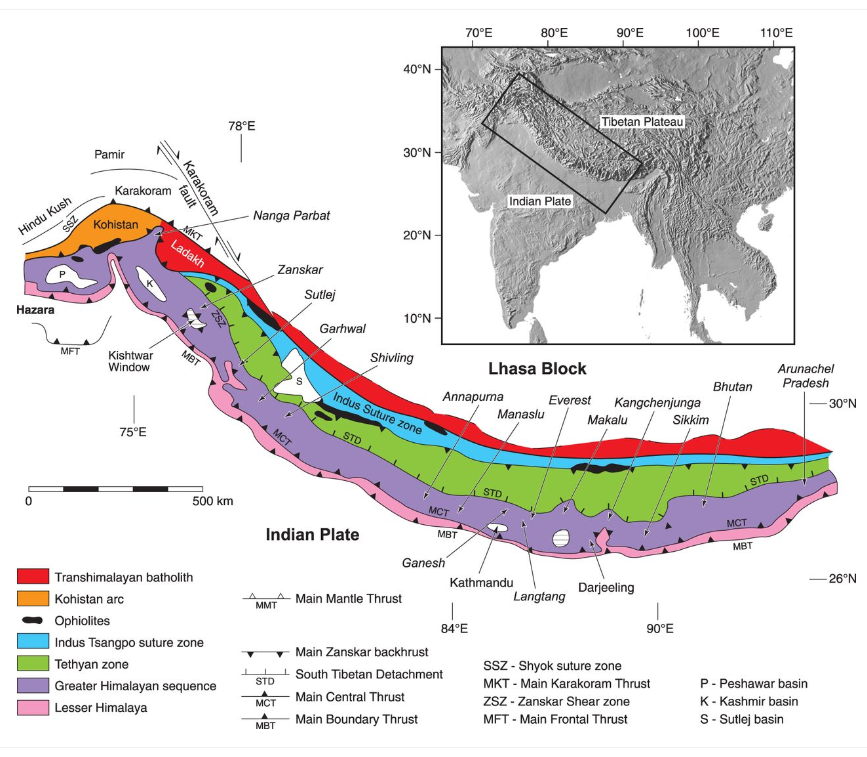
Geologische Karte des Himalayas nördlich der Siwaliks
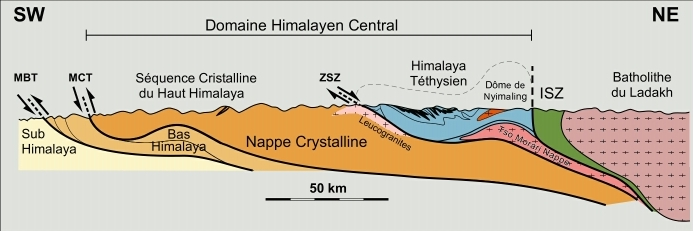
Vereinfachter Querschnitt durch den Himalaya mit den Siwaliks, gelb markiert
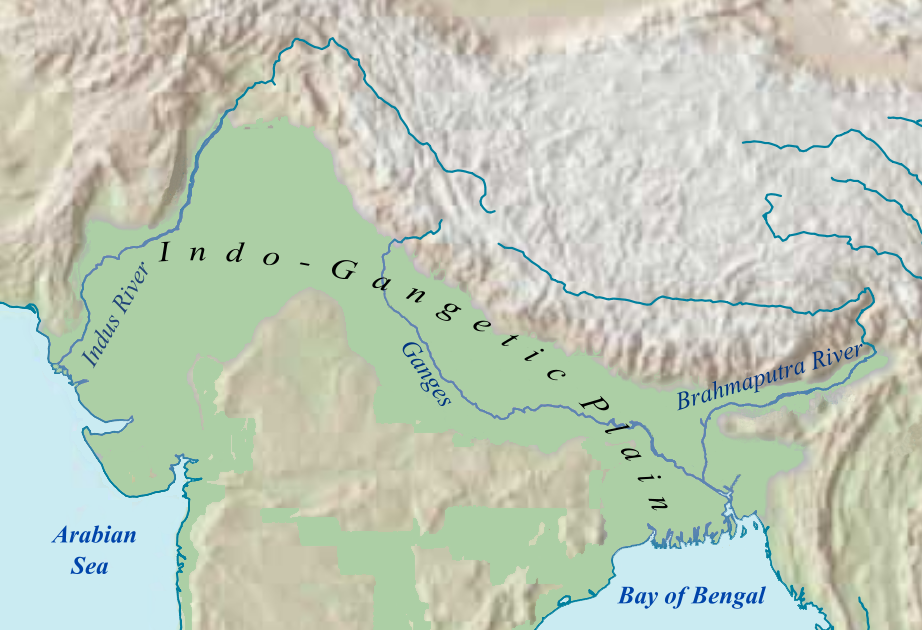
Lage der Indus-Ganges-Brahmaputra-Ebene

Die Siwaliks können in zwei Zonen aufgeteilt werden. Die westliche Zone liegt sich im nördlichen Pakistan und erstreckt sich in süd-nördlicher Richtung vom Trans-Indus-Gebirge bis zum nördlichen Pothohar-Plateau mit einer Länge von ca. 300 km. Die westöstliche Ausdehnung verläuft mit ca. 430 km vom Pothohar-Plateau im Osten bis zum Kohat-Plateau im Westen. Die östliche Zone hat eine Länge von ca. 2500 km, beginnend in der pakistanischen Provinz Khyber Pakhtunkhwa, weiter durch die indischen Unionsterritorien Jammu und Kashmir, die indischen Bundesstaaten Himachal Pradesh und Uttarakhand, dann durch Nepal, dem indischen Bundesstaat Sikkim sowie Bhutan und dem indischen Bundesstaat Arunachal Pradesh im Osten bis zum Namjagbarwa (Namche Barwa) im Regierungsbezirk Nyingchi des Autonomen Gebiets Tibet nahe der Yarlung Tsangpo-Schluchten. Die Breite beträgt bis ca. 60 km.
Tektonisch bildet der Main Boundary Thrust (MBT) die nördliche Begrenzung der Siwaliks, die südliche ist der Main Frontal Thrust (MFT). An Letzterer schließt sich die große Indus-Ganges-Brahmaputra-Ebene an. Der MBT ist eine aktive Verwerfung am südlichen Rand des Niedrigen Himalaya und weist einen markanten Bruch des Hangenden auf. Die MFT ist die aktivste Verwerfung des Himalaya mit einer großen Überschiebungsrate und häufigen Erdbeben. Sie definiert die südlichste tektonische Randverwerfung des gesamten Himalayas. Entstanden sind beide während der Kollision des indischen Kontinentalblocks mit Laurasia bzw. Eurasien. Einzelheiten siehe → Tektonische Entwicklung des indischen Subkontinents.

## Regionale Geologie
Die Siwaliks bestehen aus einer bis zu ca. 6000 m mächtigen Sequenz unterschiedlicher klastischer Sedimente, die als Süßwassermolassen zwischen dem mittleren Miozän und dem späten Pliozän abgelagert wurden. Sie resultierten aus Erosionvorgängen und Verwitterung der Gesteine während der tektonischen Entwicklung der jeweils angrenzenden Gebirge und wurde in Vorlandbecken, Vorläufer der Indus-Ganges-Brahmaputra-Ebene, transportiert. Die fluviativen Transportprozesse wurden von verschiedenartigen Flusssystemen dominiert, wie mäandrierende Flüsse, verflochtene Flusssysteme, kieseligen, verzweigten Flüssen oder von Murgängen und Schuttströmen mit anschließenden Sedimentationen in Überschwemmungsgebieten und Megafächern. Diese Prozesse fanden um 10,5 mya, 10,0 mya, 5,9 mya und 3,5 mya statt. Sie sind auf die Auswirkungen der Hinterlandtektonik des Klimas und des Meeresspiegels sowie auf die kontinuierliche Verschiebung des Vorlandbeckens in Richtung Hinterland zurückzuführen. Dicke Abfolgen von Konglomeraten zeigen zudem, dass das Einsetzen bzw. die Intensivierung des Monsuns im östlichen nepalesischen Himalaya um ca. 10,5 mya begann.
Die sedimentären Gesteinssequenzen werden in der Siwalik-Gruppe (Siwalik Group) zusammengefasst und lithostratigraphisch weiter unterteilt. Jedoch unterscheiden sich die Lithostratigraphien abhängig von der jeweiligen tektonisch/geologischen Situation entlang der jeweiligen Gebirgszüge.

### Westliche Zone

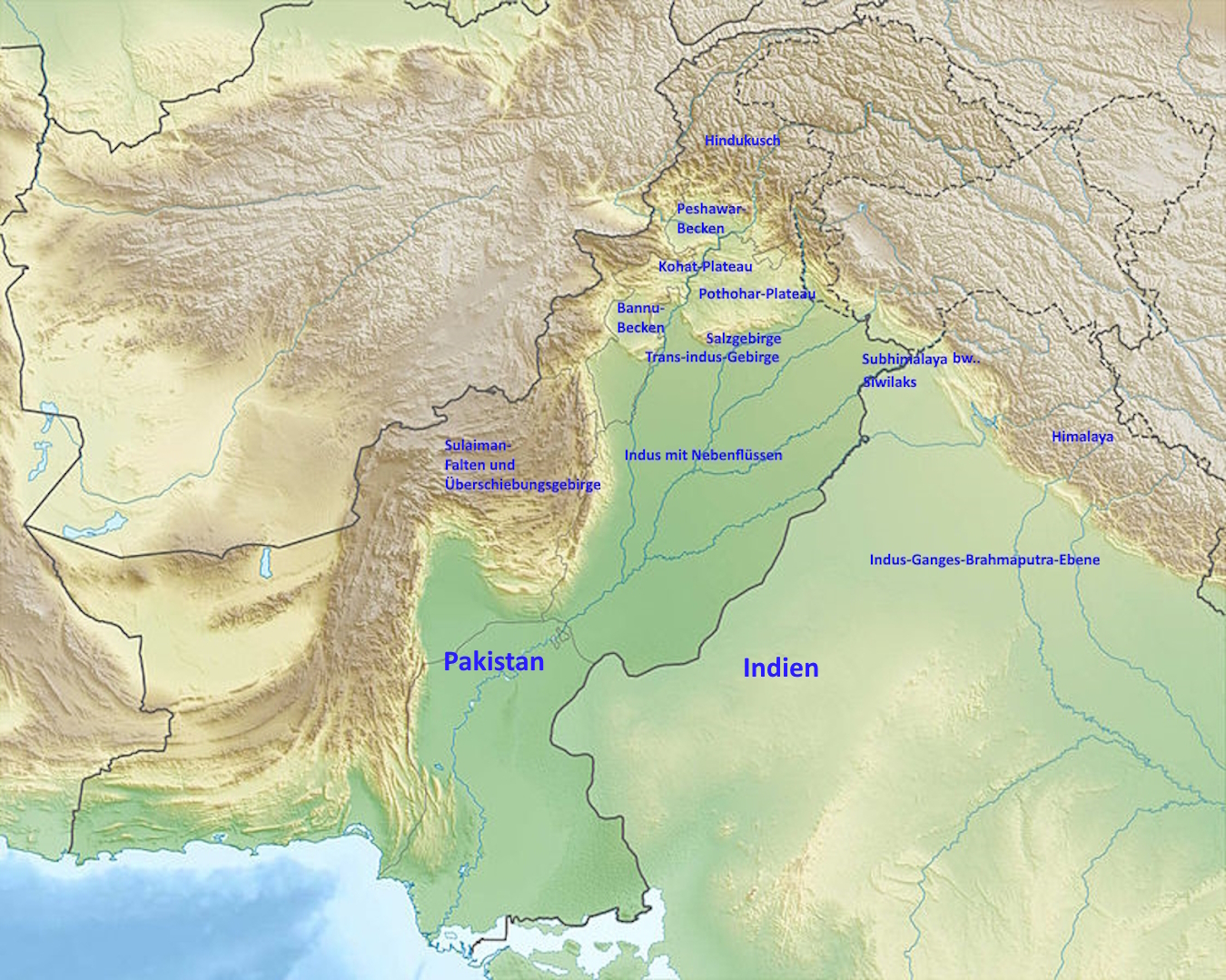
Beschriftete Reliefkarte Pakistans
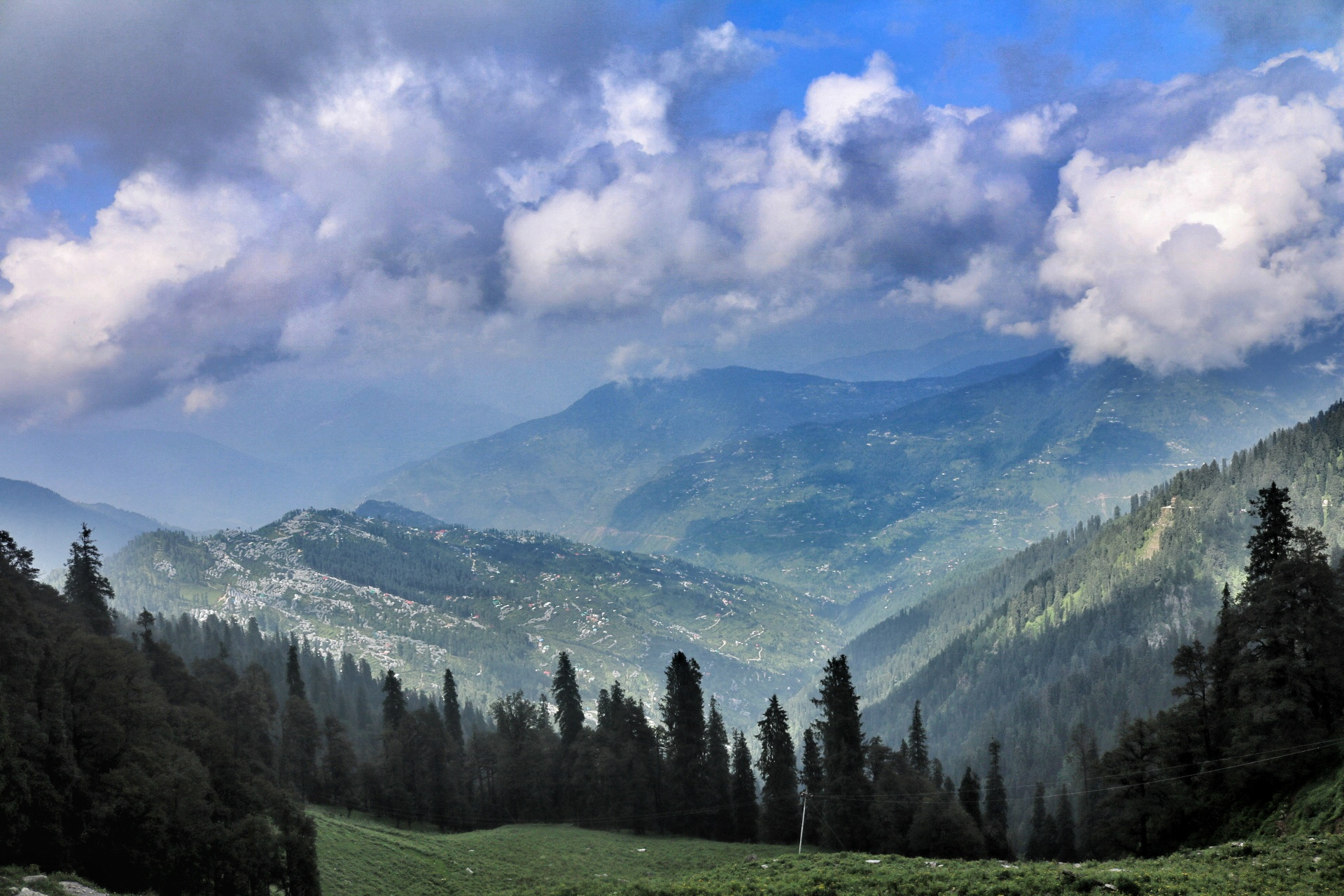
Teilansicht auf die Siwalik-Berge
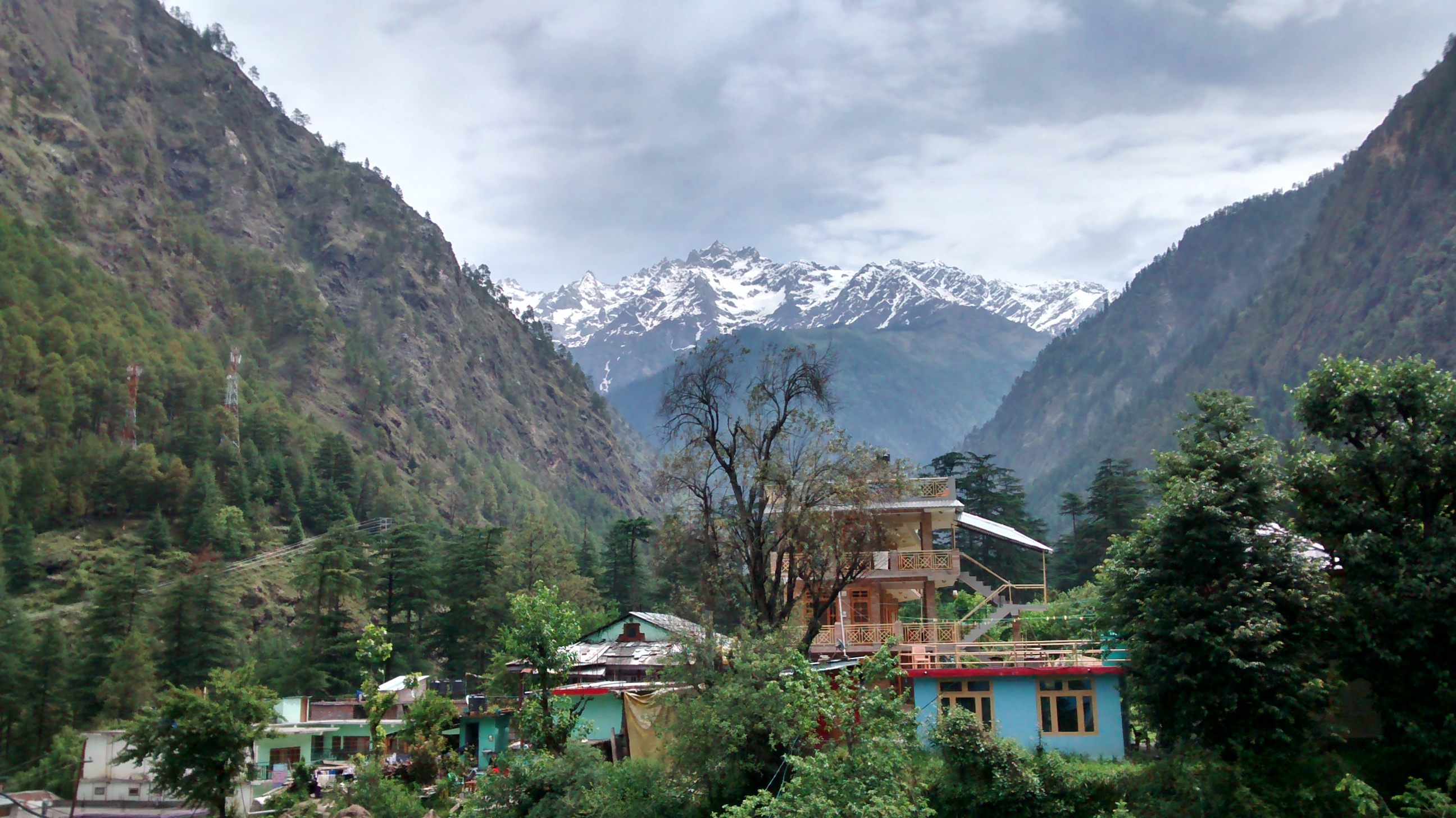
Blick auf die schneebedeckten Siwalik-Berge im Kullu-Distrikt im indischen Bundesstaat Himachal Pradesh
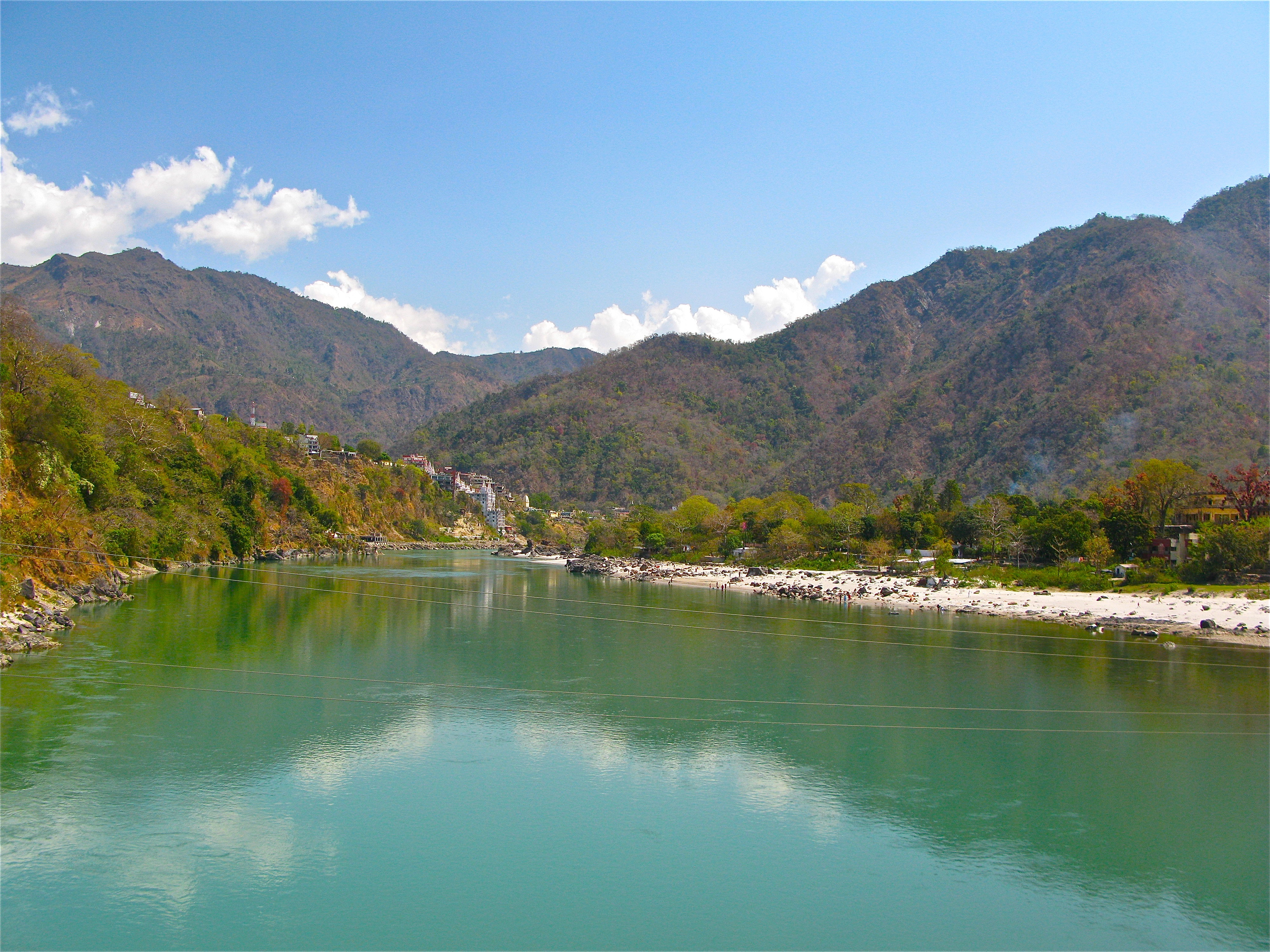
Ganges und die Siwalik-Berge, nahe der Stadt Rishikesh im indischen Bundesstaat Uttarakhand
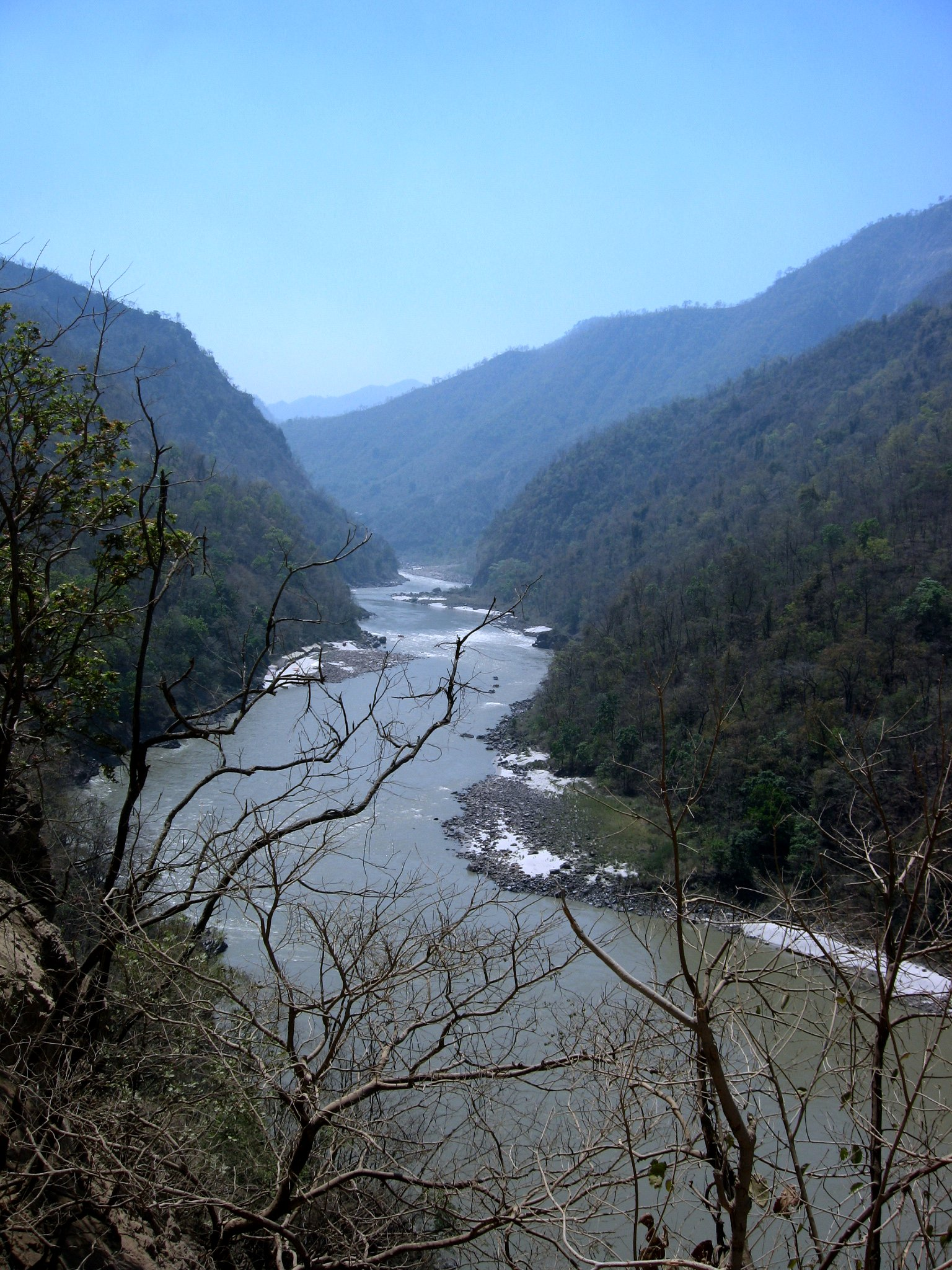
Ganges-Mäander nahe der Stadt Rishikesh

Die westliche Zone der Siwaliks umfasst das Kohat-Plateau, das Potohar-Plateau, das Salzgebirge (Salt Range), das Trans-Indus-Gebirge (Trans-Indus Range) und das Bannu-Becken (Bannu Basin). Diese sind Teil Pakistans.
Kohat-Plateau

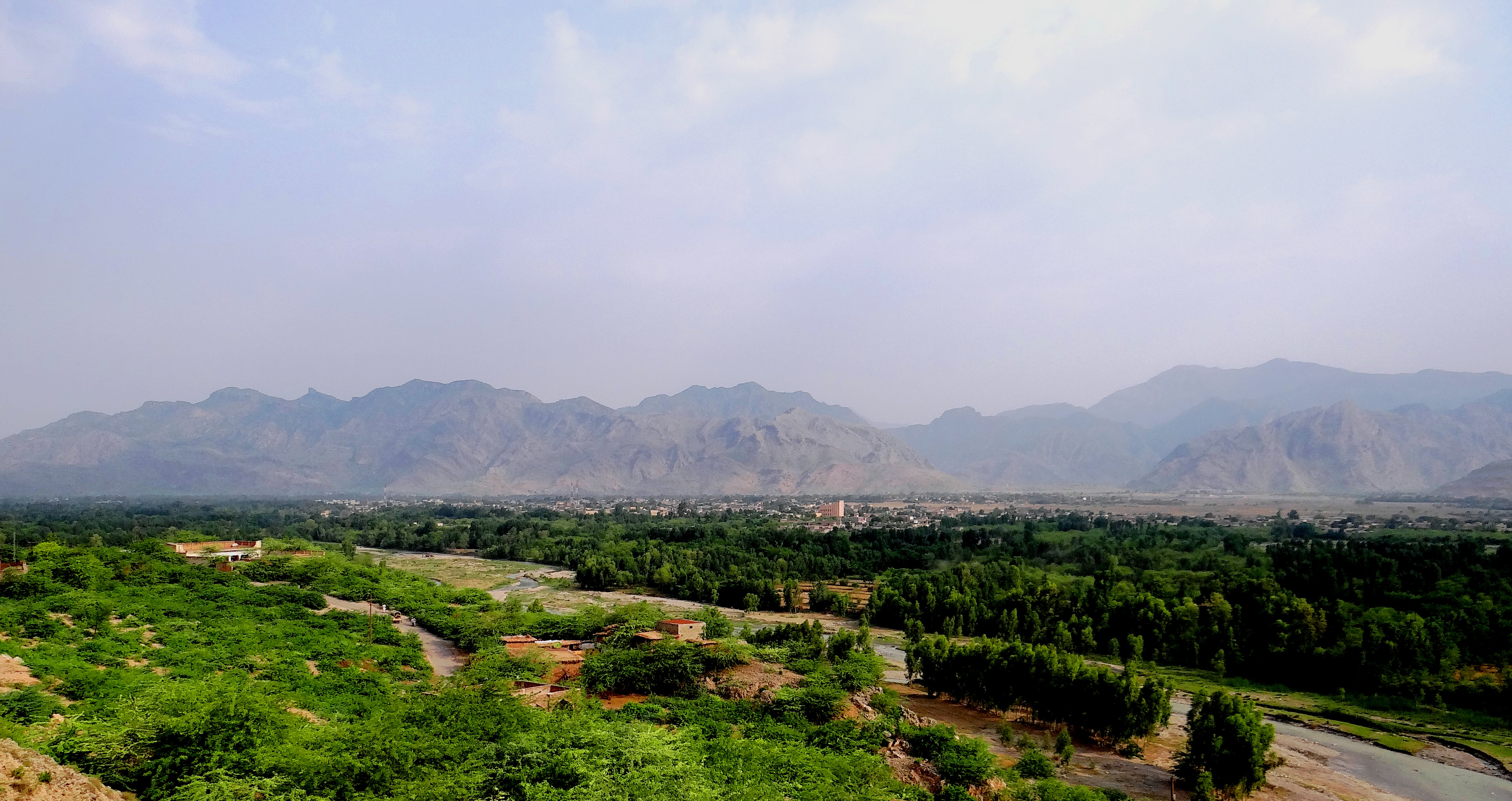
Kohat-Ebene

Das Kohat-Plateau wird im Norden von Ausläufern der Kala Chitta Range begrenzt. Das Salzgebirge und das Trans-Indus-Gebirge markieren die Grenze im Süden. Die südwestliche Grenze wird durch die Kurram-Parachinar Range entlang der pakistanischen Provinz Khyber Pakhtunkhwa markiert. An diesen verläuft auch der Nord-Süd-gerichtete Kurram Fault, die dort an den Main Boundery Thrust anschließt eine Verlängerung dieser Überschiebung darstellt. Im Osten bildet der Indus die Grenze zum Potohar-Plateau. Im Westen verläuft die Kurram Fault, die . Namengebend ist die Stadt Kohat in der Provinz Khyber Pakhtunkhwa.
Das Kohat-Plateau ist ein Falten- und Überschiebungsgürtel, der strukturell aus einer stark deformierten und angehobenen Überschiebungsplatte mit breiten Synklinalen, Verwerfungen und schmalen, steilen Antiklinalen über einer Abscherung (Décollement) besteht. Diese zeugen von einer hochgradigen Verschiebung einer großen Schubmasse entlang eozäner basaler Evaporite. Duplexüberschiebungen sind häufig. Dieses Décollement korreliert mit demjenigen im Pothohar-Plateau. 
Die Lithostratigraphie des Kohat-Plateaus beginnt im südlichen Bereich mit Evaporiten, die im nördlichen Bereich weitgehend fehlen. Die basale Cherat-Gruppe besteht aus dem Jatta-Gips-Formation, der Kuldana-Formation und der Kohat-Formation. Der Jatta-Gips besteht aus Gips mit Einlagerungen von Gipsschiefern. Die Kuldana-Formation setzt sich zusammen aus schluffigem Tonen mit dünnen Schichten aus Kalksteinen. Die Kohat-Formation besteht aus kalkhaltigen Schiefern und Kalksteinen. Die aufliegende Rawalpindi-Gruppe unterteilt sich in die Murree- und die Kamlial-Formation. Die Murree-Formation besteht aus Sandsteinen und Mergeln. Die Kamlial-Formation enthält Sandsteine mit zwischen geschalteten Konglomeraten. Die zu oberste liegende Siwalik-Gruppe ist gegliedert in die Chinji-, Nagri- und Dhokpathan-Formationen. Die Chinji-Formation, denen Tonen mit untergeordnetem feinkörnigen Sandsteinen folgen, während die Nagri-Formation mit Konglomeraten beginnt, denen Sandsteine folgen. Die Dhopathan-Formation enthält eine Folge aus Sandsteinen und Tonen. Zeitlich datieren diese Ablagerungen zwischen dem frühen Eozän und dem mittleren Pliozän. Das Ablagerungsmilieu der Sedimente entspricht einer flachen Meeresumgebung und/oder einem Flussdelta.
Pothohar-Plateau

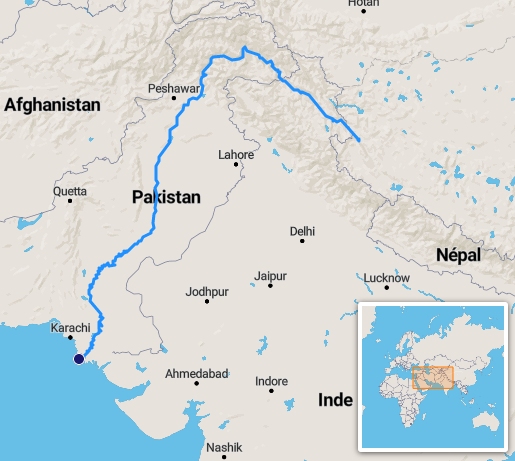
Verlauf des Indus
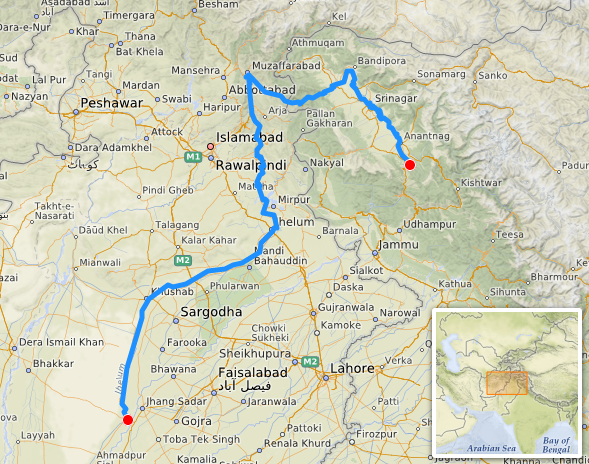
Verlauf des Jhelams
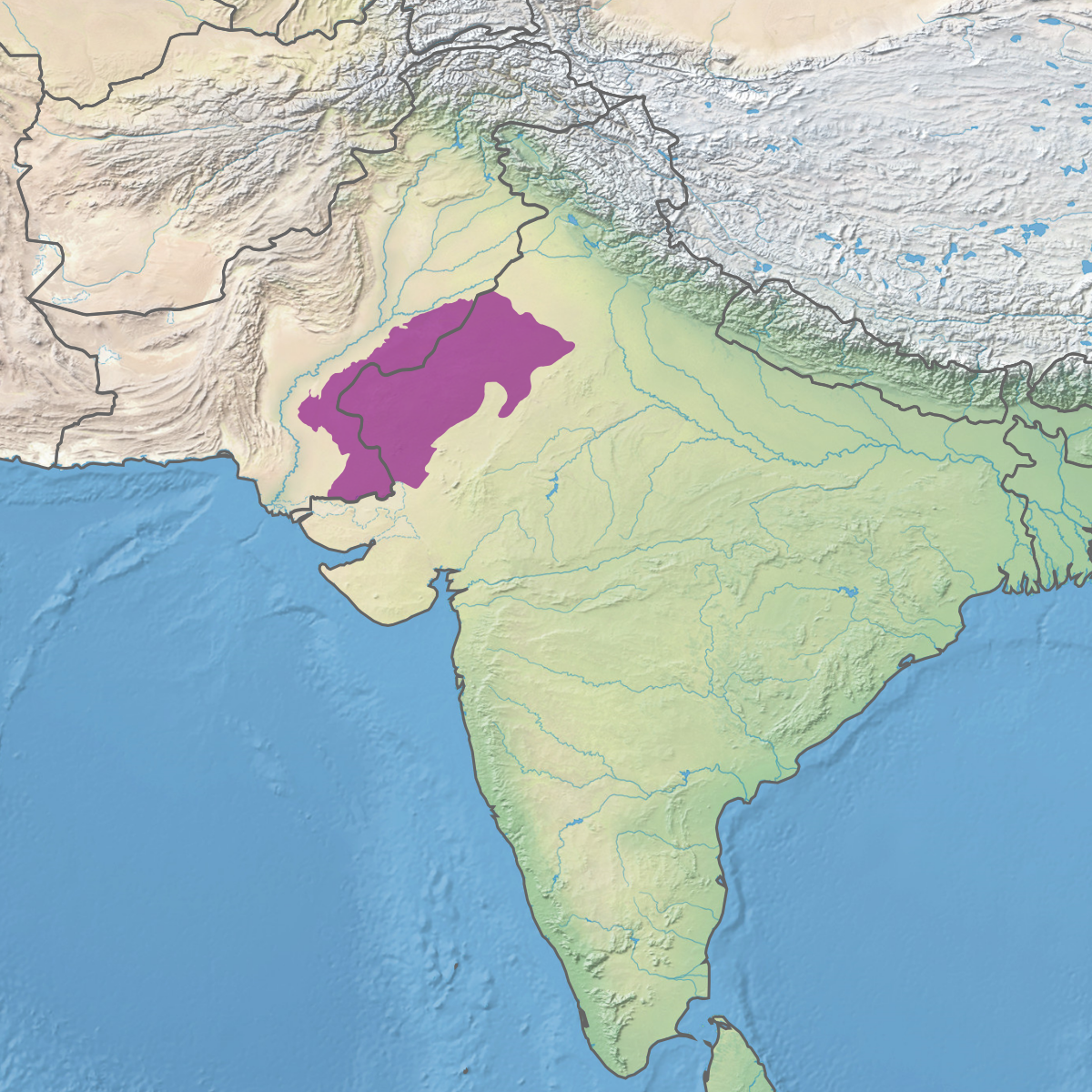
Lage der Thar-Wüste

Das Pothohar-Plateau wird im Norden von der Kala Chitta Range, im Westen vom Kohat-Plateau sowie dem Indus und im Süden und Südosten vom Salzgebirge begrenzt. Im Süden erstreckt sich die Thar-Wüste. Tektonisch verläuft im Osten der Main Frontal Thrust. Das relativ ebene Plateau erreicht durchschnittliche Höhen zwischen ca. 1200 bis 300 m und wird vom Jhelam und Sohan durchflossen. Namensgebend ist die Stadt Pothohar in der pakistanischen Provinz Punjab.
Das Pothohar-Plateau sowie das südlich angrenzende Salzgebirge wird von präkambrischen Gesteinsschichten unterlagert, die wesentlich aus Evaporiten bestehen. Diese duktilen Evaporite bilden eine Abscherungszone für regionale Überschiebungen und sind lokal mit magmatischen Gesteinen des Khewra-Trap überlagert oder wurden von ihm intrudiert. Die aufliegenden Gesteinspakete besteht aus einer sedimentäre Abfolge von kambrischen, permischen bis mittleren kreidezeitlichen sowie aus dem Paläogen bis zum Neogen. Bedeutende Schichtlücken vom Ordovizium bis Karbon und der Oberkreide sind vorhanden. Die Sedimentgesteine, die auf dem Pothohar-Plateau und dem angrenzenden Kohat-Plateau aufliegen, bestehen aus eozänen Kalksteinen, Evaporiten und miozänen bis pleistozänen fluvialen Sedimenten und Terrassenschottern, Schottern und Lösse und holozänes Schwemmebenen. Ein Großteil des Gebietes ist von terrestrischen neogenen Ablagerungen des Vorlandbeckens bedeckt.
Salzgebirge (Salt Range)

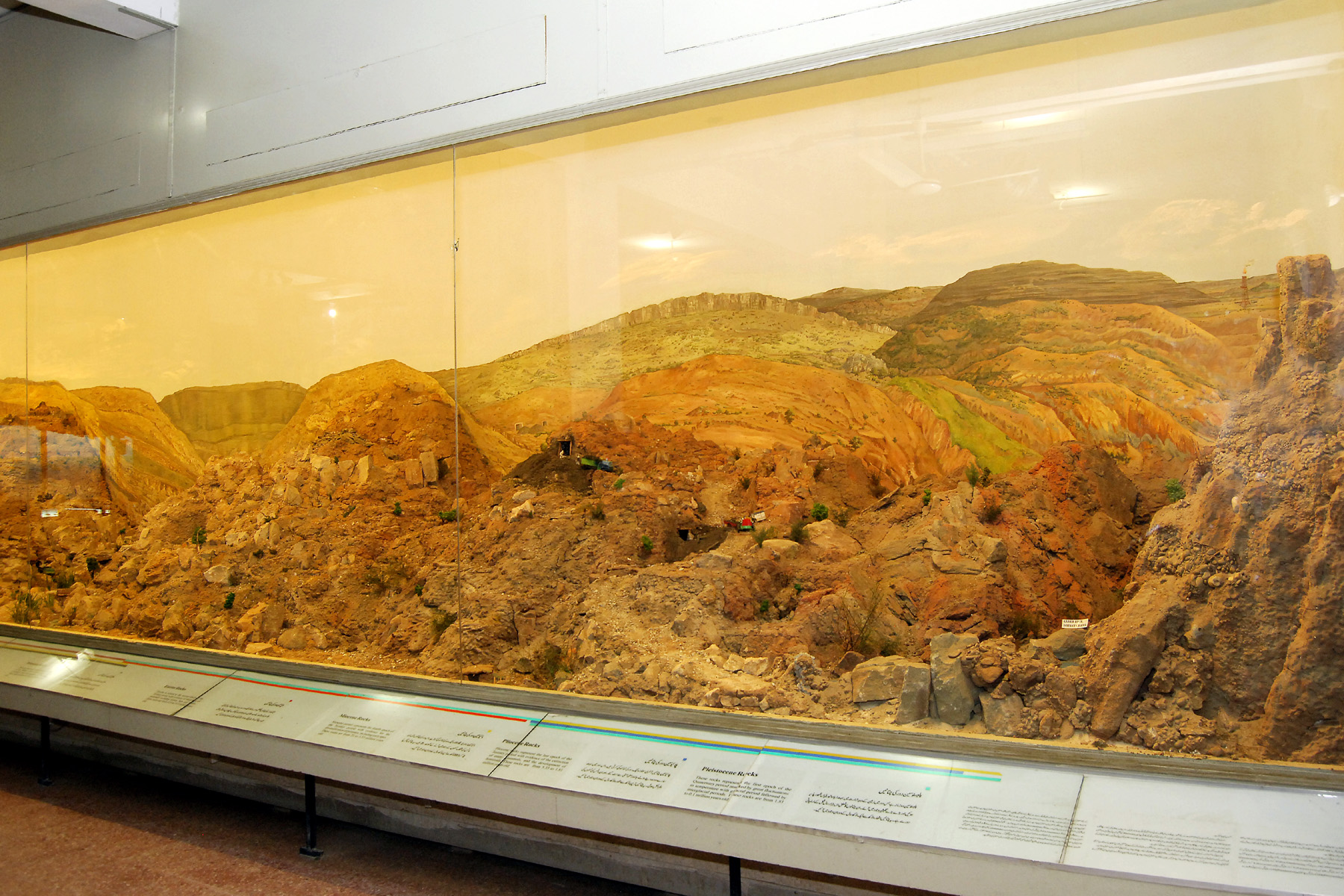
3D Salt Range-Diorama in der Tethys-Gallery des Pakistan Museum of Natural History
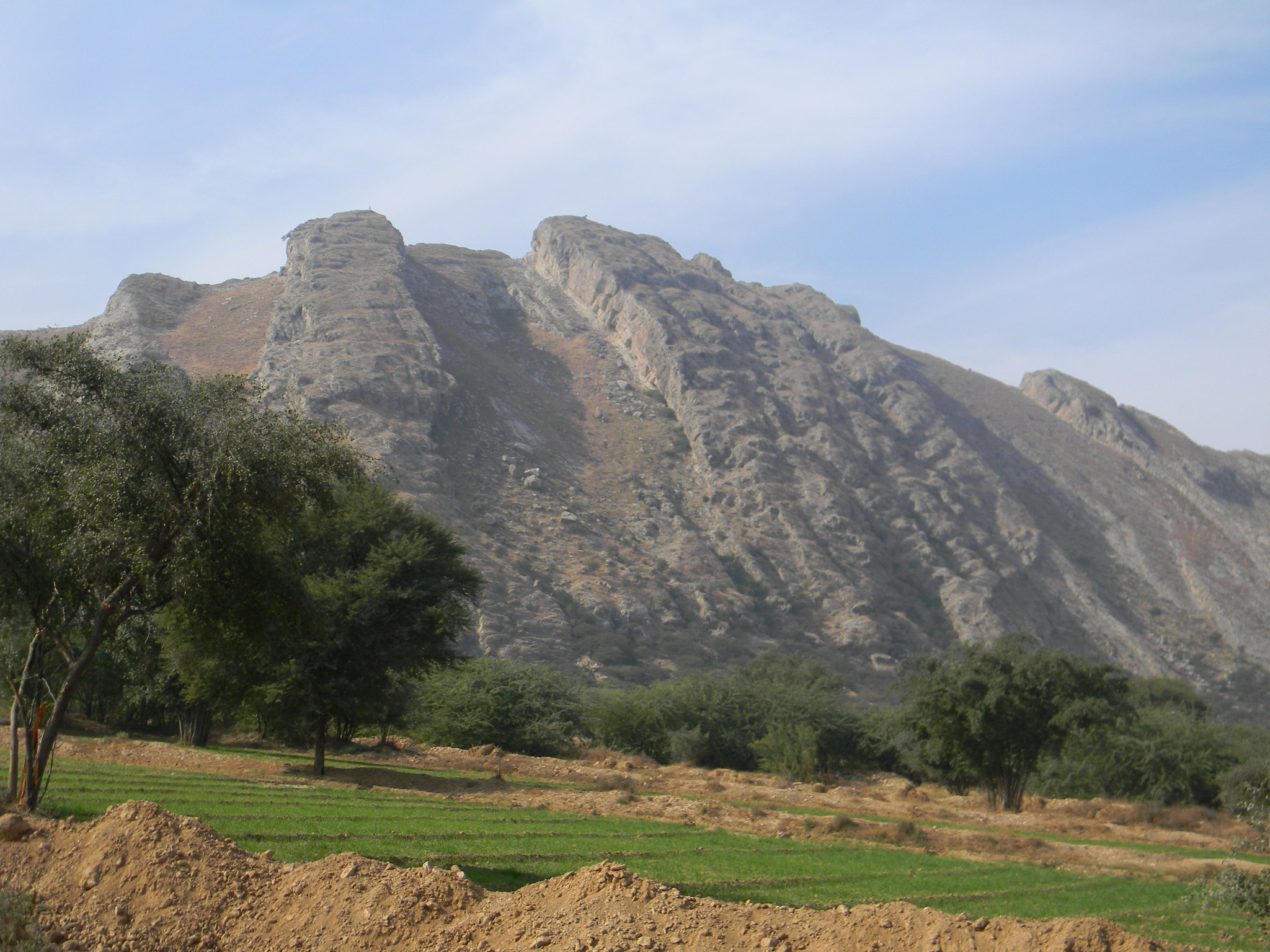
Formation vom Salzgebirge im pakistanischen Distrikt Mianwali

Das Salzgebirge erstreckt sich bis zu ca. 30 km Breite in einem nach Norden geöffneten Bogen über rund 200 km zwischen dem Indus im Westen und dem Jhelam im Osten und Südosten. Im Norden grenzt es an das Pothohar-Plateau, im Süden an die Tiefebene vom pakistanischen Punjab. Tektonisch wird sie im Süden vom Salt Range Thrust begrenzt, der dem Main Frontal Thrust entspricht. An dieser Überschiebungsfront lagerten sich syn-orogene Alluviumböden und Schwemmkegel ab, die jedoch von den präkambrischen Evaporiten und dem darüber liegenden Material überlagert werden.

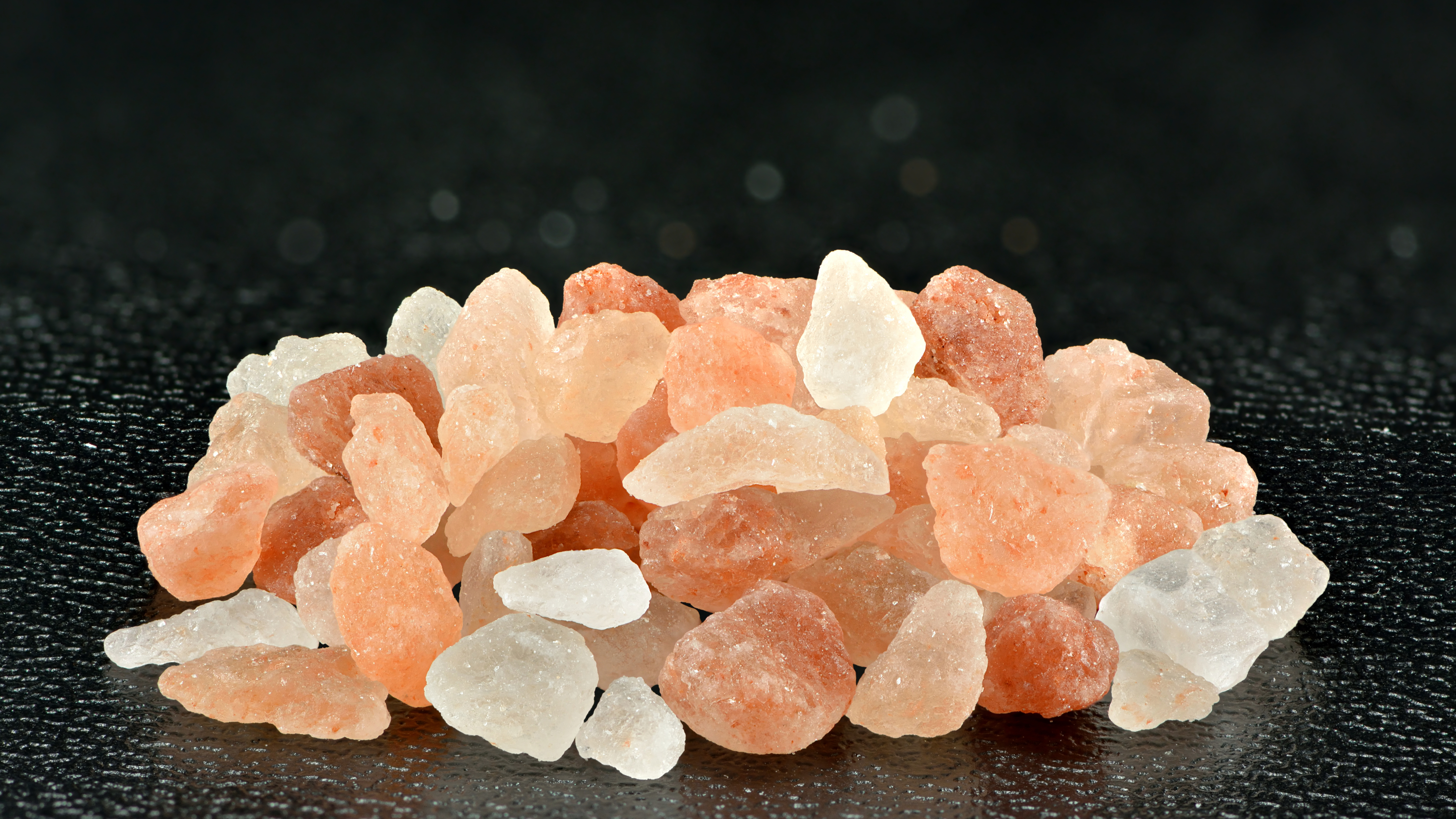
Grob gemahlenes Himalayasalz

Das Salzgebirge besteht aus Gesteinen, die zeitlich vom Präkambrium bis zum Tertiär reichen. In der regionalen Geologie bilden duktile Evaporite aus dem Präkambrium die basalen Schichten, die eine Abscherungszone für regionale Überschiebungen darstellen. Sie korrelieren mit denjenigen des Pothohar-Plateau. Die Überschiebungen sind verbundenen mit Bildung von Salzdiapirismus. Diese darin enthaltenen mächtigen Steinsalzvorkommen werden abgebaut und teilweise als Himalayasalz exportiert. Die basale präkambrische Salt Range-Formation wurde über die jüngeren Schichten in östlichen Bereichen geschoben, während die ältesten Gesteine im westlichen Bereich vorkommen.
Die Gesteinsvorkommen sind im östlichen, zentralen und westlichen Teil des Salzgebirges verteilt. Die Lithostratigraphie ist in mehrere Gruppen und Formationen unterteilt. Die basalen präkambrischen Ablagerungen wurden über die jüngeren Schichten in östlichen Bereichen geschoben, während die ältesten Gesteine im westlichen Bereich aus karbonisch-permischen Sequenzen bestehen. Das Gesteinsspektrum besteht aus Evaporiten, Sandsteinen und undeformierten Schiefern aus dem Kambrium, Sandsteinen und Kalksteinen aus dem Perm, Sandsteinen aus der Trias bis zur Unterkreide und Sandsteinen, Kalksteinen und undeformierte Schiefern aus dem Paläozän bis zum unteren Eozän und Siwalik-Molassen aus dem Miozän bis Pliozän sowie jüngerem, nicht deckungsgleich überlagerndem Gesteinen. Die Gesamtmächtigkeit des Salzgebirges beträgt ohne den basalen Evaporit nur etwa 1100 m. Der Abschnitt weist gemeinsame Merkmale mit dem indischen Kontinentalblock und dem zentralen Niedrigen Himalaya auf, wie das Vorhandensein von permischen Gondwana-Gesteinen und das Fehlen von Gesteinen aus dem mittleren Paläozoikum. Das Fehlen von Panjal Traps unterscheidet sie jedoch vom Niedrigen Himalayas in Kaschmir. Die Panjal Traps oder der Tethyan Plume ist eine Magmatische Großprovinz, die im frühen bis mittleren Perm im heutigen Nordwesten Indiens ausbrach. Sie werden mit der Öffnung der Tethys in Verbindung gebracht. Die relativ vollständigen, aber dünnen ca. 500 m mächtigen marinen und nicht-marinen mesozoischen Schichten haben eine proximale, epikontinentale Affinität zum Tethys-Himalaya. Diese Gesteinspakete verdicken sich und sind weiter westlich überwiegend marin geprägt.
Trans-Indus-Gebirge (Trans-Indus Range)
Das Trans-Indus-Gebirge, auch Trans-Indus Salz-Gebirge genannt, kann als Verlängerung des Salzgebirges angesehen werden. Es grenzt im Norden an das Kohat-Plateau, im Westen und Süden an das Bannu-Becken. Tektonisch wird dieses Gebirge östlich und südlich vom Trans-Indus Ranges Thrust begrenzt, der eine Verlängerung des Salt Range Thrust bzw. des Main Frontal Thrust darstellt. Weiter nördlich verläuft der Main Boundery Thrust. Dieser Gebirgszug bildet einen S-förmig gewundenen Falten- und Überschiebungsgürtel. Namensgebend ist die Lage im Vergleich zum Salzgebirge jenseits des Indus.
Dieses Gebirge setzt sich i. W. aus den Kalabagh Hills, der Surghar Range und der Marwat-Khisor Range zusammen. Die Kalabagh Hills liegen nördlich der Stadt Kalabagh im Distrikt Mianwali im östlichsten Abschnitt des Trans-Indus-Gebirges und bilden die Verlängerung des westlichen Salzgebirges. Die Surghar Range schließt nördlich an die Kalabagh Hills an und verläuft bogenförmig südwärts. Sie folgt dem strukturellen Ost-West-Trend entlang dem südlichen Rand vom Kohat-Plateau und grenzt an den östlichen Ausläufer des Bannu-Beckens mit dem Kurram-Fluss. Die Marwat-Khisor Range ist der südlichste Abschnitt dieses Gebirges und grenzt im Süden an die Landzunge von Bannu und erstreckt sich in der pakistanischen Provinz Khyber Pakhtunkhwa zwischen den Städten Paniala und Darra Tang. Die Khisor Range erstreckt sich parallel südöstlich zur Marwat Range. In ihr treten die ansonsten nicht aufgeschlossen kambrische bis triassische Gesteine unterhalb des Bannu-Beckens zu Tage.
Die Lithostratigraphie ist strukturiert in mehrere Gruppen und Formationen, die aus vielfachen, unterschiedlich dicken Wechsellagen bestehen, beginnend mit permischen Kalksteinen und Sandsteinen, triassischen Sandsteinen und Schluffen, undeformierten Schiefern und Dolomiten sowie weiteren ähnlichen Wechsellagen, die zeitlich vom Jura bis zum Eozän und Eozän Pliozän reichen. In letzteren Zeiträumen lagerten sich auch Konglomerate ab. Diese in der Surghar Range enthaltenen sedimentären Abfolge ist mit lokalen Unterschieden ähnlich in den übrigen Gebirgszügen. Die Sedimentationen entstanden wie die des Salzgebirges in einem seichten Meer und/oder einem Flussdelta.
Bannu-Becken (Bannu Basin)

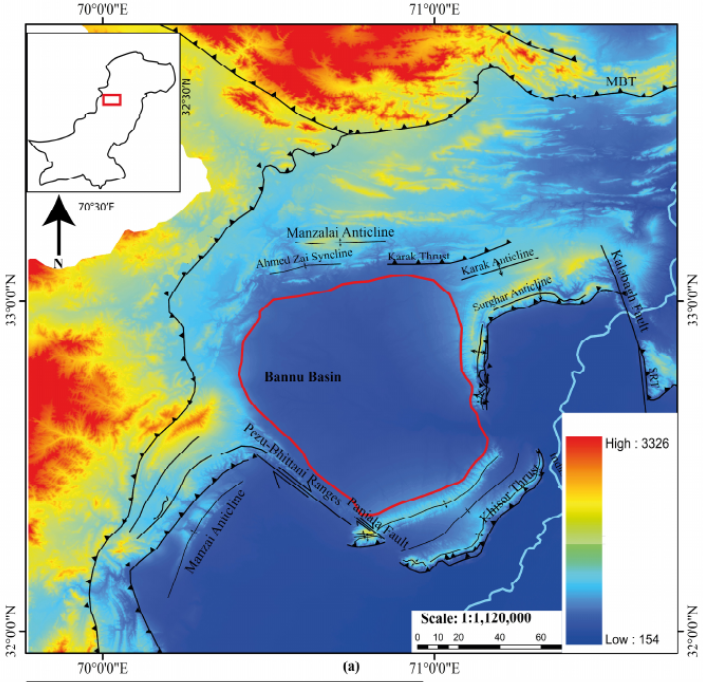
Tektonische Karte des Bannu-Beckens

Das Bannu-Becken ist ein Sedimentbecken, das sich im nordwestlichen pakistanischen Vorlandbecken des Himalayas bildete. Es erstreckt sich südwestlich vom Trans-Indus-Gebirge, von dessen Randgebirgen umschlossen wird. Nordwestlich schließt sich das Kohat-Plateau, südwestlich grenzt es an das Sulaiman-Falten- und Überschiebungsgebirge. Tektonisch wird es im Süden vom Trans-Indus Ranges Thrust begrenzt, der eine Verlängerung des Salt Range Thrust bzw. des Main Frontal Thrust darstellt. Im Norden verläuft der Main Boundery Thrust.
Die Lithostratigraphie ist in vielfältige Gruppen und Formationen strukturiert und in drei Hauptzonen unterteilt. Die südwestliche Zone besteht größtenteils aus Sedimenteinheiten, die zeitlich von der Trias bis zur jüngeren Vergangenheit reichen. Die südöstliche Zone besteht aus Ablagerungen aus dem Kambrium bis in die jüngste Vergangenheit, in denen Sedimenteinheiten aus der Kreidezeit bis zum Miozän fehlen, während die nordöstliche Zone aus Einheiten aus dem Eozän bis zur jüngsten Vergangenheit besteht. Letztere sind das Ergebnis orogener Prozesse im Himalaya. Darüber hinaus weisen Hebungen und Erosionen auf Diskordanzen vom Kambrium bis Perm und vom Eozän bis Miozän hin. Allen liegt die basale neoproterozoischen Salt Range-Formation zu Grunde. Die Aufschlüsse stammen Gesteine aus den umgebenden Gebirgsketten. Innerhalb des Beckens bestehen die Gesteine hauptsächlich aus alluvialen Sedimenten des Quartärs. Die häufig vorkommenden Wechsellagerungen der jeweiligen Schichten bestehen überwiegend aus den basalen Salzen, undeformierten Schiefern, Sandsteinen, Kalksteinen, Dolomiten und Konglomeraten.
Vor der Entstehung des Himalayas lag das Bannu-Becken an einem passiven Kontinentalrand, an dessen Basis die Salt Range-Formation aus dem Präkambrium lag. Während der Entstehung des Himalayas führte Kompressionstektonik zu einer Hebung und raschen Sedimentation von Ablagerungen im Becken von Norden her. Diese abrupten Sedimentationen könnte auch eine südliche Salzbewegung beeinflusst haben. Dieser Salzdiapirismus und die aktive Tektonik haben die Gesteinsablagerungen im Süden des Beckens nach oben gedrückt. Tiefenbohrungen ergaben unterschiedliche Beckenabsenkungen und Hebungen in den o. g. Hauptzonen. In der südwestlichen Zone wurde zwischen der unteren Trias und dem Pliozän eine Beckenabsenkung und Sedimentmächtigkeit von ca. 4000 m ermittelt. Die südöstliche Zone weist ab dem
Kambrium Absenkungen bis zu ca. 4750 m auf, während in der nordöstlichen Zone ab dem Eozän Subsidenzen bis zu ca. 6650 m entstanden.

### Östliche Zone
In der östlichen Zone, die in der pakistanischen Provinz Khyber Pakhtunkhwa beginnt und sich bis nahe der Yarlung Tsangpo-Schluchten erstreckt, sedimentierten bis zu 6000 m mächtige sedimentäre Ablagerungen ab, die von den nördlich liegenden Himalaya-Gürteln stammten und durch fluviative Vorgänge in Vorlandbecken transportiert wurden.
Die sedimentären Ablagerungen können generalisiert in einer Gruppe zusammengefasst werden, die lithostratigraphisch weiter unterteilt sind. Die basale Subgruppe besteht aus grauem, feinkörnigen, verhärteten Sandsteinen mit verschieden farbigen Mudstone. Darüber liegen Abfolgen von Konglomeraten, bestehend aus Mudstone mit einer mittel- bis sehr grobkörnigen Sandsteinmatrix. In der mittleren Subgruppe ist die untere Bank durch mittelkörnige Sandsteine mit dunkelgrünlich-grauem Mudstone bis Schluffsteinen gekennzeichnet. Die obere Bank dieser Subgruppe besteht aus hellgrauem, mittel- bis grobkörnigem Sandsteinen mit einigen Kiesschichten und grauem bis dunkelgrauem Mudstone bis Schluffsteinen. Die obere Subgruppe besteht aus schlecht sortierten Kieselstein-Konglomeraten aus verschiedener Größe. Diese Konglomeratschichten sind häufig durchsetzt mit dicken massiven, grobkörnigen Sandsteinen und mattgelben bis gelblich-grauen Mudstone- bis Schluffsteinschichten.

## Fossilien
Die Siwaliks sind reich an Fossilien von Faunen mit Wirbeltieren und Wirbellosen sowie Floren aus dem frühen Miozän bis zum mittleren Pleistozän. Nach ihrer Größe können sie in Makro- oder Mikrofossilien eingeteilt werden.

### Makrofossilien
Makrofossilien umfassen insbesondere Säugetiere, Reptilien und Vögel. sowie Floren. Beispiele sind:
- Gigantopithecus ist eine ausgestorbene Gattung der Primaten. Die Fossilien werden ins Obere Miozän und Mittlere Pleistozän datiert. Funde aus Nordindien und Pakistan mit den Arten G. giganteus und G.bilaspurensis gelten als 8 bis 7 Millionen Jahre alt. Backenzahnuntersuchungen lassen auf eine Verwandtschaft mit den heutigen Orang-Utans schließen.

- Sivapithecus (evtl. Syn.: Ramapithecus) ist eine Gattung ausgestorbener Primaten mit vermutlich drei Arten. Deren Alter wird ins Miozän auf ca. 13 bis 8 mya datiert. Jede der Arten dieser Gattung könnte der Vorfahr der heutigen Orang-Utans gewesen sein.

- Sivatherium[19] ist eine ausgestorbene Gattung der Giraffen mit der Art Sivatherium giganteum, die u. a. in den Ausläufern des Himalayas lebten. Überreste von S. giganteum sind etwa 1 Million Jahre alt. Sie ist nach Gewicht eine der größten bekannten Giraffen und auch einer der größten Wiederkäuer. Sivatherium ähnelte dem heutigen Okapi, war jedoch weitaus größer und kräftiger gebaut.

- Stegodon ist eine ausgestorbene Gattung der Rüsseltiere. Die Arten S. namadicus, S. Insignis und S. ganesha lebten u. a. in den Siwaliks zwischen dem Pliocene und dem späten Pleistocene. S. ganesha hatte vermutlich einen Widerrist von etwa 3,10 m und ein Gewicht von etwa 6,5 Tonnen.

- Struthio asiaticus[20] ist eine ausgestorbene Gattung der Strauße. Sie waren groß, robust gebaut und erreichten etwa dieselbe Größe wie ein erwachsenes Männchen des heute noch lebenden Straußes.

- Atlasschildkröte (Megalochelys) ist eine ausgestorbene Gattung der Landschildkröten mit der Art Megalochelys sivalensis, die vom Miozän bis zum Pleistozän lebte. Sie war die mit einer maximalen Panzerlänge von über 2 m die größte Landschildkröte. Die Gattung war von Pakistan und Westindien bis zu den indonesischen Inseln Sulawesi und Timor verbreitet.

- Pflanzen-Makrofossilien kommen häufig in den östlichen Siwalik-Bergen vor. Deren Alter datieren vom mittleren Miozän bis zum frühen Pleistozän. Bisher wurden etwa 219 fossile Arten aus 162 Gattungen von 42 Familien dokumentiert. Sie umfassen Farne, Nacktsamer (Gymnospermen) und Bedecktsamer (Angiospermen), von denen die Angiospermen mit Abstand die vielfältigsten sind. jeweils in großer Diversität.[21]

### Mikrofossilien
Mikrofossilien aus den Siwalik-Molassen im Unionsterritorium Jammu umfassen Faunen und Foren, von Wirbeltieren, wie Nagetiere (Rodentia), Fische (Pisces), Froschlurche (Frösche), Warane und Schlangen sowie von Wirbellosen, wie Ostrakoden (Muschelkrebse), Schnecken (Gastropoda) und Muscheln (Bivalvia) und Pflanzen, wie Bedecktsamer (Angiospermen) und Charophyta (Süßwasseralge), jeweils in großer Diversität. Die Bestimmung dieser Fossilien erfolgte anhand von Bruchstücken oder kleinen Körperteilen, wie z. B. Zähnen, Knochensplittern, Fingergliedmaßen und Krallen sowie fragmentierten Muschelschalen. Das Altersspektrum reicht von mittleren Miozän bis zum mittleren Pleistozän.

### Galerie

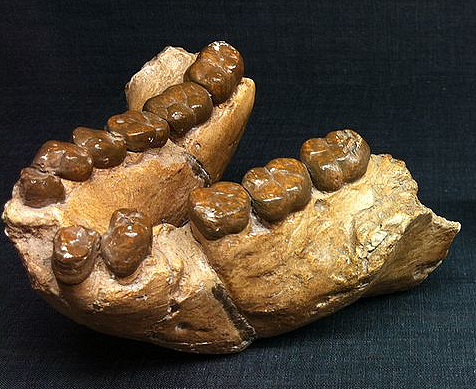
Unterkiefer von Gigantopithecus giganteus (Nachbildung)
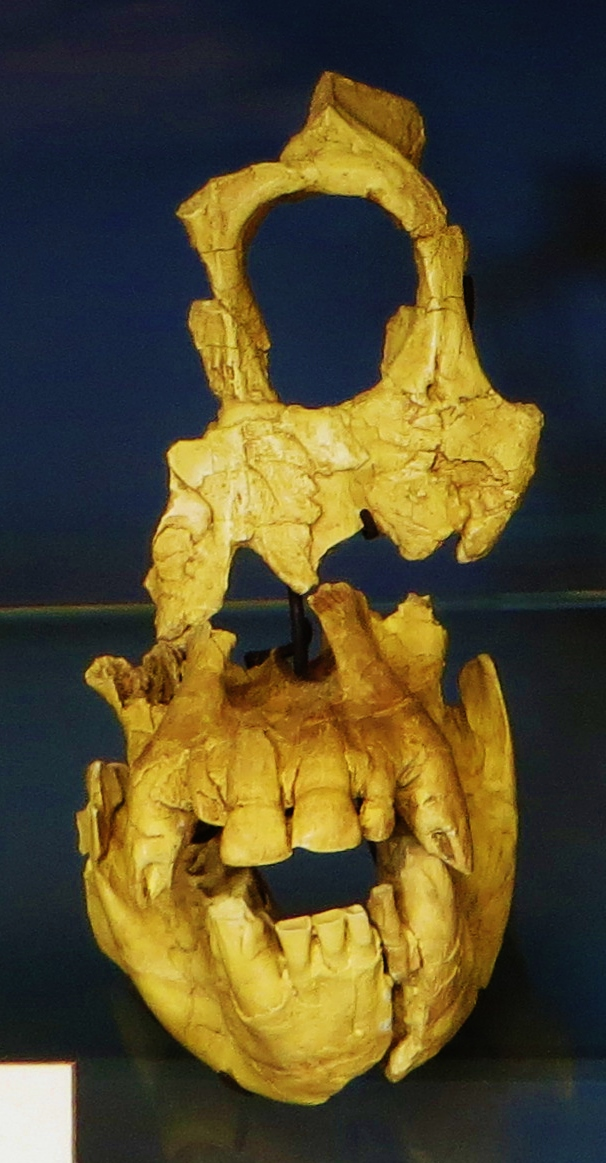
Schädelrekonstruktion des Sivapithecus sivalensis
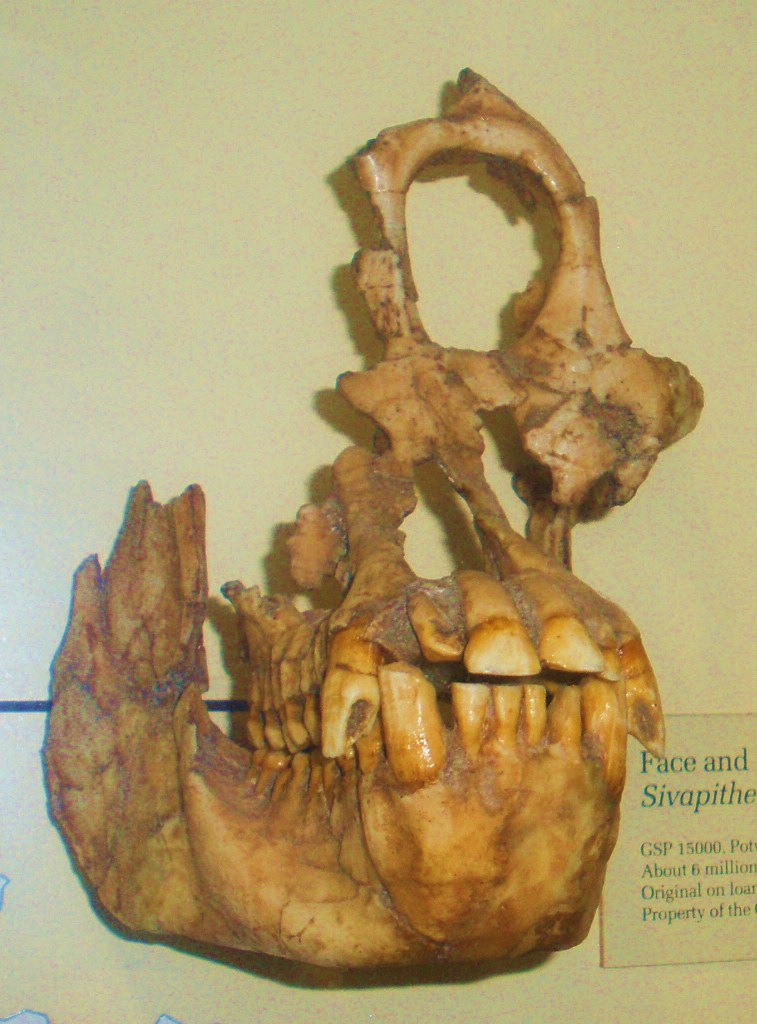
Schädelfragment vom Sivapithecus indicus
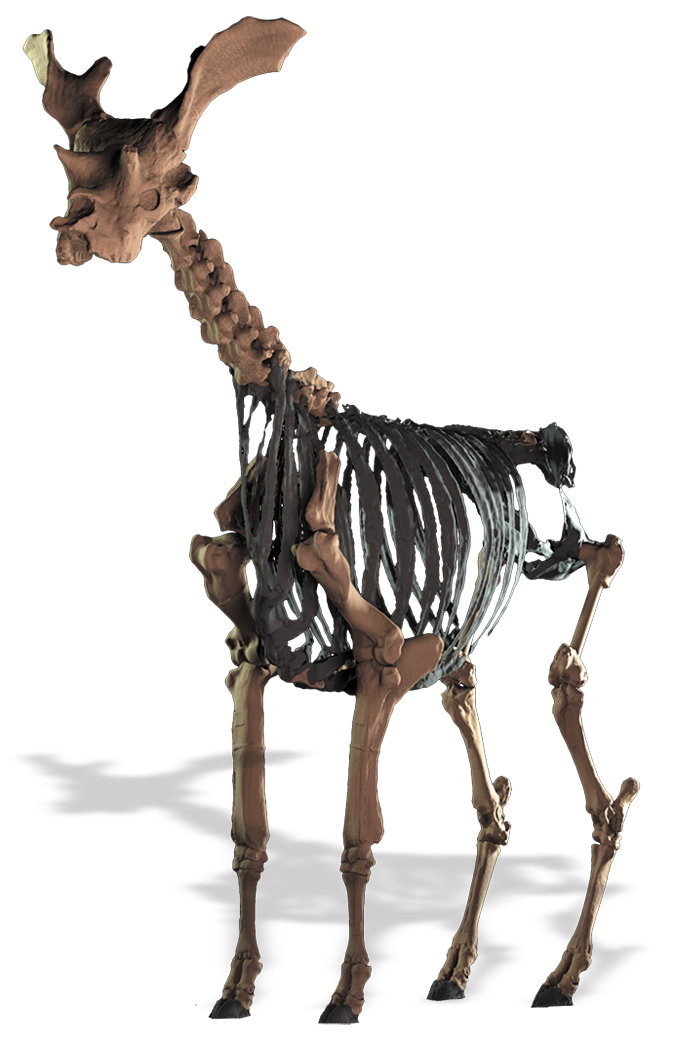
Skelett von Sivatherium giganteum
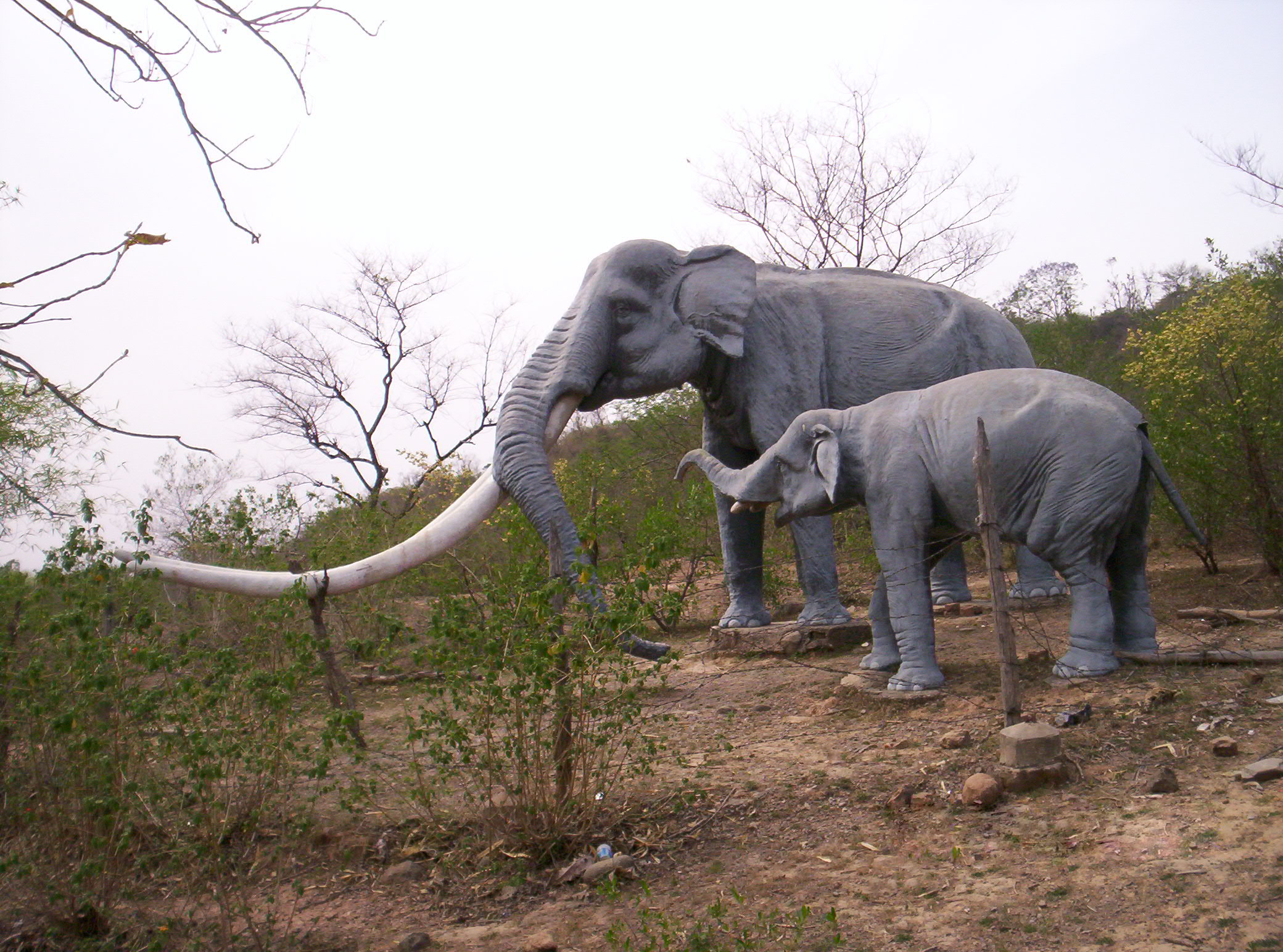
Lebensgroßes Modell von Stegodonten
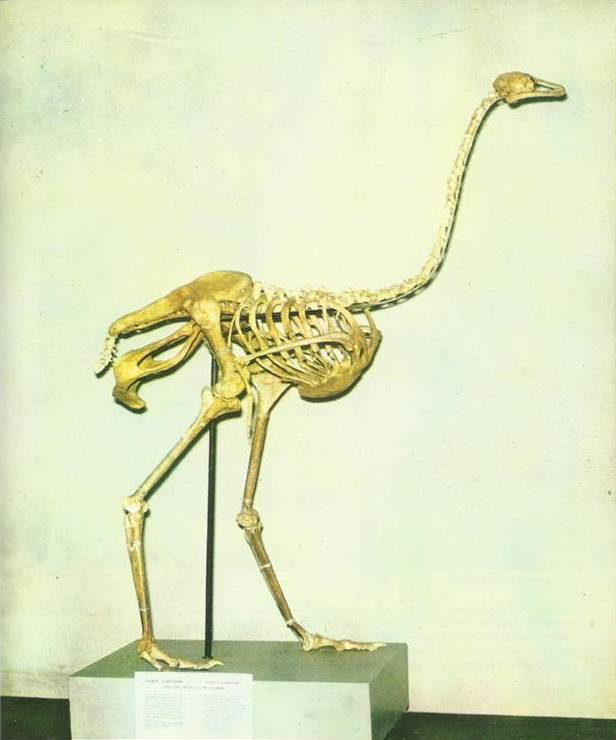
Skelett des Struthio asiaticus
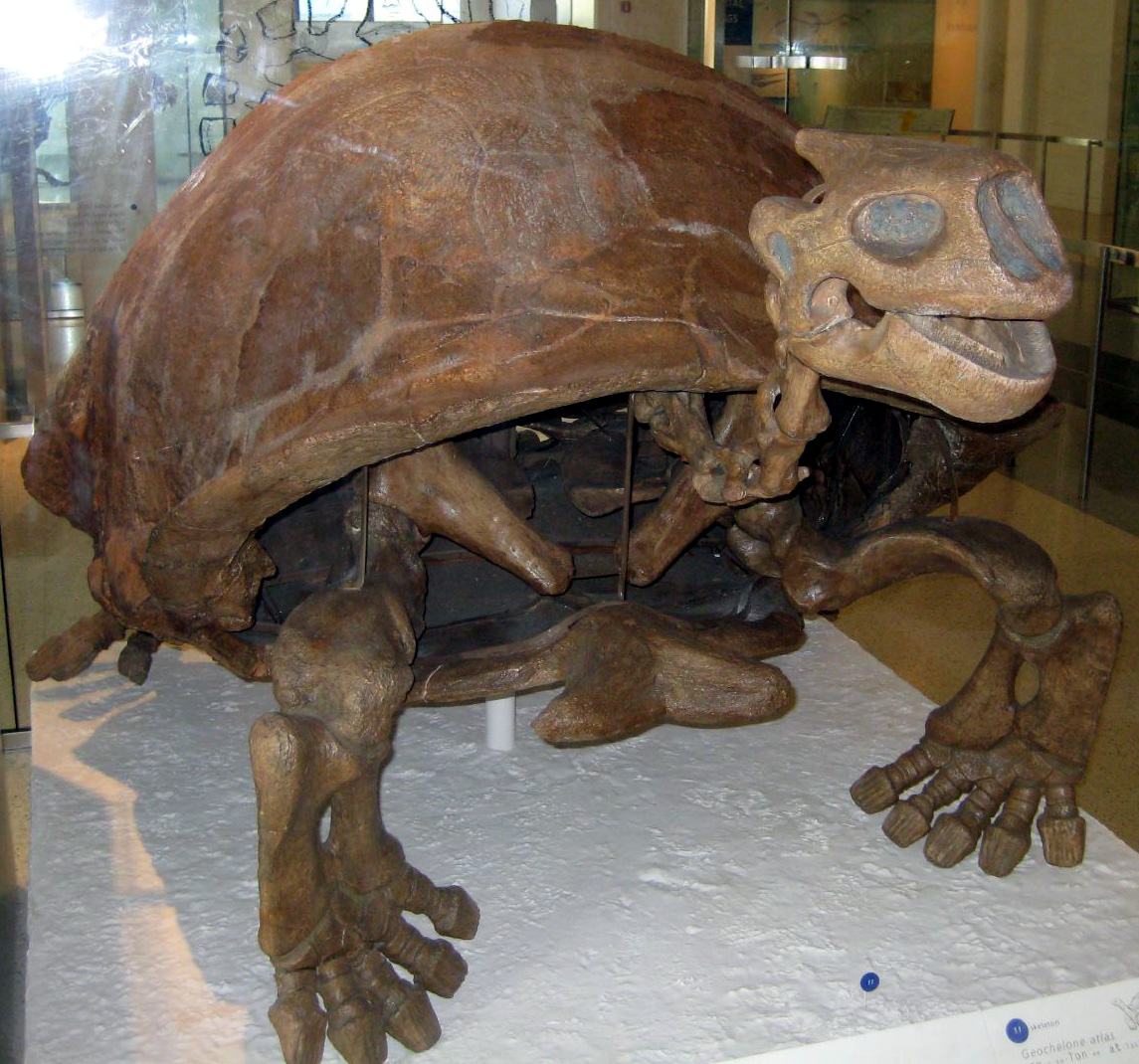
Skelettmontage eines Megalochelys atlas
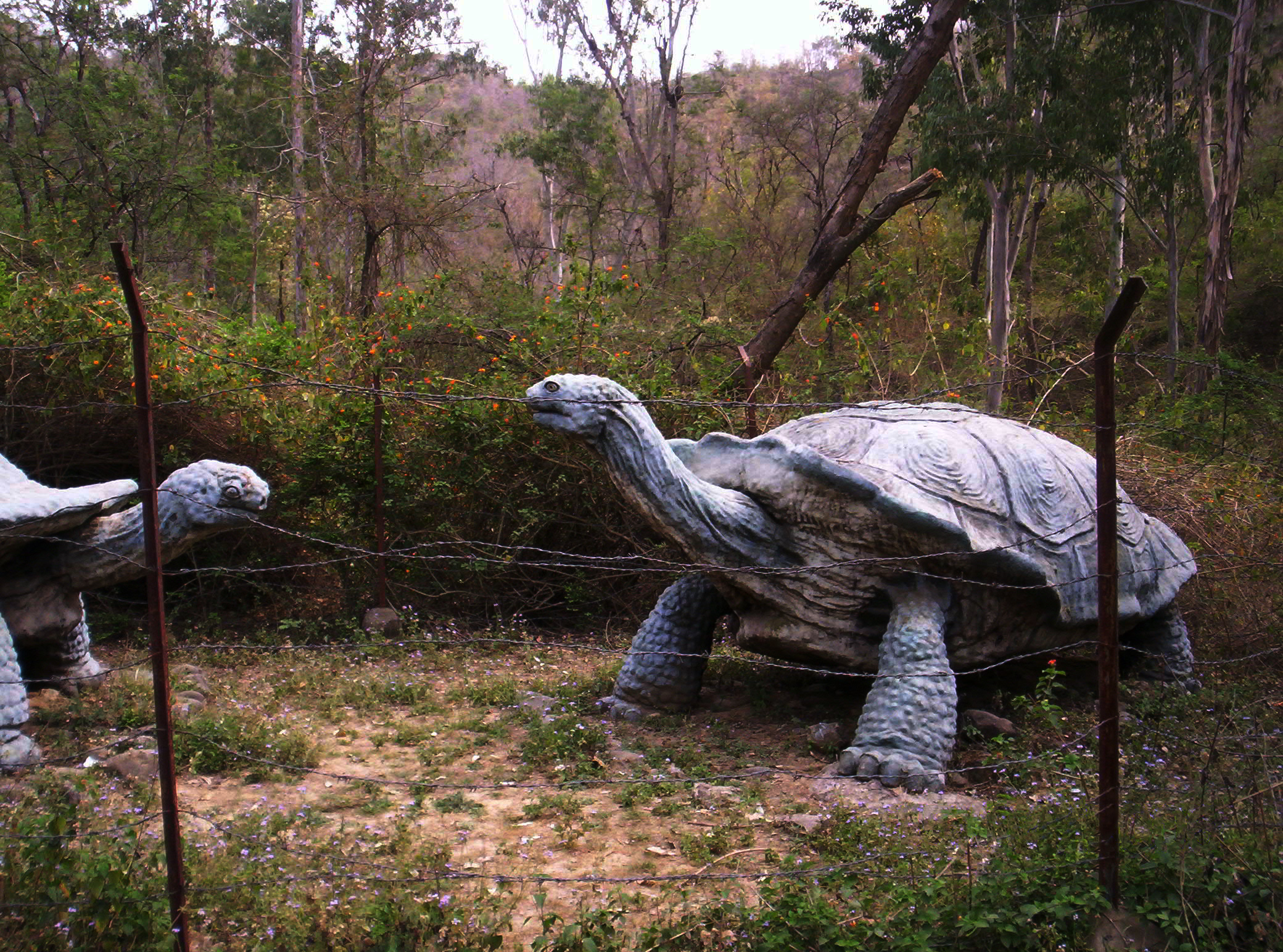
Lebensgroßes Modell von Megalochelys atlas